# 箕冠村
箕冠村（みかむりむら）は、かつて新潟県中頸城郡にあった村。

## 沿革
- 1889年（明治22年）4月1日 - 町村制施行に伴い中頸城郡菰立村、不動新田、釜塚村、中野宮村、山部村、米増村、山越村、吉増村、熊川新田、熊川村が合併し、箕冠村が発足。
- 1901年（明治34年）11月1日 - 中頸城郡板倉村、豊原村、根越村と合併し、板倉村を新設して消滅。